# Shōshi av Japan
Shōshi av Japan, född 1027, död 1105, var en japansk kejsarinna, gift med sin kusin kejsar Go-Reizei.
Hon blev föräldralös vid elva års ålder 1036 och uppfostrades av sin farmor Fujiwara no Shōshi. Hon gifte sig med sin kusin kronprinsen 1037. Hon placerades där av sin mors släkt Fujiwara som en kompromisskandidat under en tid när släktens Fujiwaras män bedrev en intensiv äktenskapspolitik med sina döttrar i kejsarhuset. Paret fick inga barn. Hennes make blev kejsare 1045, och hon fick titeln kejsarinna året därpå. Hon beskrivs som vacker, foglig och tillbakadragen, och levde en diskret tillvaro vid hovet, där hon framgångsrikt höll sig utanför alla hovintriger och därmed säkerställde att hon kunde behålla sin egen ställning. Hon blev nunna 1069.